# Wilhelm Stefen

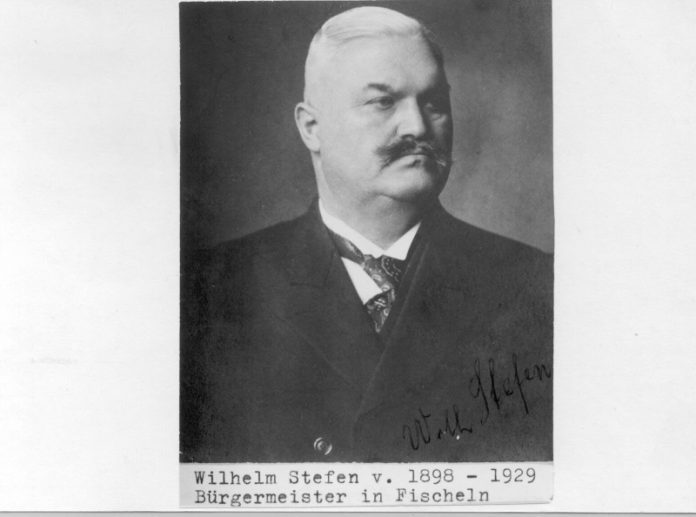
Wilhelm Stefen

Wilhelm Heinrich Stefen (* 6. Juni 1867 in Baumberg, Landkreis Solingen; † 5. Mai 1931 in Krefeld) war Bürgermeister der Gemeinde Fischeln (1898–1929) und Beigeordneter der Stadt Krefeld (1929–1931). In seiner Zeit als Bürgermeister der Gemeinde Fischeln wandelte sich das stille Weberdorf in einen lebendigen Großstadtvorort, weiterhin gilt er als Vater der Eingemeindung der Gemeinde Fischeln in die Stadt Krefeld.

## Leben

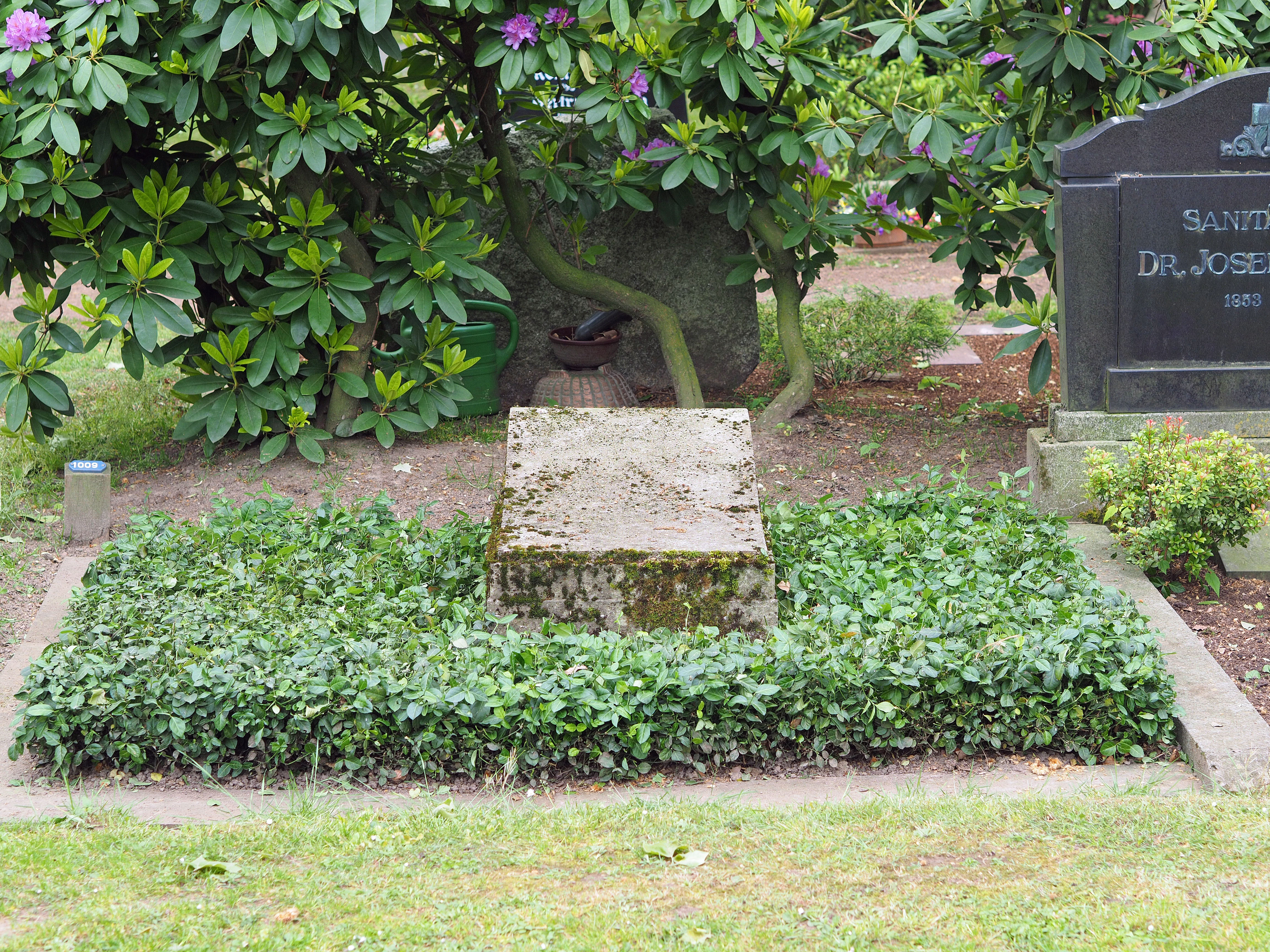
Grabmal Wilhelm Stefens auf dem Friedhof Fischeln

Wilhelm Stefen absolvierte seine Lehr- und Vorbereitungszeit in Benrath bei Düsseldorf und arbeitete danach in der Kommunalverwaltung von Bochum und Duisburg. Nachdem er im niederrheinischen Alpen seine erste Stelle als Bürgermeister bekommen hatte, war er von September 1898 bis zur Eingemeindung nach Krefeld im August 1929 der Bürgermeister der Gemeinde Fischeln. Nach der Eingemeindung war Stefen bis 1931 Beigeordneter der Stadt Krefeld. Zum 30-jährigen Dienstjubiläum im Jahr 1928 wurde eine der ältesten Straßen Fischelns, die Bahnstraße, in Wilhelm-Stefen-Straße umbenannt. Am 5. Mai 1931 verstarb Wilhelm Stefen im Alter von 63 Jahren in Krefeld. Er wurde auf dem Friedhof in Fischeln beigesetzt, wo sein Grabmal bis heute existiert.

## Wirken
Stefen trug wesentlich zum wirtschaftlichen Aufschwung der Gemeinde Fischeln bei, unter seiner Führung siedelten sich unter anderem neue Stahl- und Metallwerke sowie Webereien und Färbereien an. Durch Stefens Einsatz und Engagement wuchs die Einwohnerzahl Fischelns bis 1929 auf rund 10.000 Einwohner an. In diesem Zuge wurden im Ort viele öffentliche Einrichtungen, darunter Schulen und das Fischelner Rathaus, erbaut. Fischeln erhielt außerdem ein eigenes Krankenhaus und erwarb ein Waisenhaus.
Wilhelm Stefen gilt als Vater der Eingemeindung von Fischeln in die Stadt Krefeld. Er führte damals federführend unter anderem mit dem damaligen Oberbürgermeister von Krefeld, Johannes Johansen, die Verhandlungen. Fischeln wurde schließlich zum 1. August 1929 in die Stadt Krefeld eingemeindet, nachdem es die Selbstständigkeit beim ersten Eingemeindungsversuch bereits 1907 noch verteidigen konnte.